# Bill Lanigan
William Thomas „Bill“ Lanigan (* 6. August 1947 in New York City, New York) ist ein ehemaliger US-amerikanischer Eisschnellläufer.

## Sportliche Laufbahn
Lanigan gewann zwischen 1964 und 1969 einige nationale Meistertitel auf den Kurzstrecken. Bei den Sprintweltmeisterschaften 1970 und 1973 belegte er in der abschließenden Mehrkampfwertung die Plätze 18 und 19.
Außerdem trat er 1966, 1969, 1970, 1971 sowie 1973 bei den Allround-Weltmeisterschaften an und erreichte im Mehrkampf Plätze zwischen 18 und 29. Sein größter Erfolg war der Gewinn der 500-m-Strecke bei der WM 1973.
Er nahm an den Olympischen Winterspielen 1968 in Grenoble, Frankreich und 1972 im japanischen Sapporo teil und platzierte sich dabei immer unter den 25 besten.
Lanigan hat die Marquette University besucht und sein Studium 1970 abgeschlossen.

## Persönliche Bestzeiten
| Strecke  | Zeit         | Datum           | Ort       |
| -------- | ------------ | --------------- | --------- |
| 500 m    | 40,50 s      | 7. Januar 1972  | Davos     |
| 1000 m   | 1:21,50 min  | 20. Januar 1972 | Innsbruck |
| 1500 m   | 2:04,20 min  | 7. Januar 1972  | Davos     |
| 3000 m   | 4:31,40 min  | 7. Januar 1972  | Davos     |
| 5000 m   | 7:45,20 min  | 7. Januar 1972  | Davos     |
| 10.000 m | 16:37,60 min | 31. Januar 1968 | Inzell    |